# ناحیه راجن‌پور
ناحیه راجن‌پور (به انگلیسی: Rajanpur District) یکی از ناحیه‌های پاکستان در پاکستان است که در پنجاب واقع شده‌است. ناحیه راجن‌پور ۱۲٬۳۱۸ کیلومتر مربع مساحت و ۱٬۹۹۵٬۹۵۸ نفر جمعیت دارد.